# Gösta Pettersson

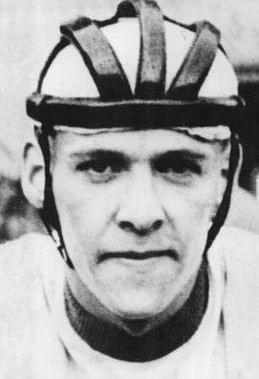
Gösta Pettersson

Gösta Artur Roland Pettersson (* 23. November 1940 in Alingsås) ist ein ehemaliger schwedischer Radrennfahrer.

## Sportliche Laufbahn
Der älteste der Pettersson-Brüder stand seit 1960 in der schwedischen Nationalmannschaft der Amateure und war schon im olympischen Jahr als 19-Jähriger Teilnehmer der Straßen-Weltmeisterschaft auf dem Sachsenring in der DDR. Bei den Olympischen Sommerspielen 1960 in Rom schied er im olympischen Straßenrennen aus. Im Mannschaftszeitfahren kam er mit seinem Team auf den 5. Platz.
1961 kam er auf den 13. Platz bei der Friedensfahrt (Course de la paix) und bestritt anschließend die Tour de l’Avenir 1961 und wurde dort als 21. bester schwedischer Fahrer. 1962 wurde er Zweiter im Gesamtklassement der Tunesien-Rundfahrt und gab bei der Friedensfahrt vorzeitig auf. 1964 holte er den Gesamtsieg bei der Tunesien-Rundfahrt (vor späteren Profistars wie Lucien Aimar und Walter Godefroot), sowie bei der Marokko-Rundfahrt 1967. 1968 siegte er im britischen Milk Race.
Gösta Pettersson gewann gemeinsam mit seinen Brüdern Erik, Sture und Tomas bei den Straßen-Radweltmeisterschaften 1967 bis 1969 jeweils im Mannschaftszeitfahren; das Quartett war als die „Fåglum-Brüder“ bekannt, so benannt nach dem ersten Club, für den sie starteten. Bei den Olympischen Sommerspielen 1964 errangen drei der vier Brüder gemeinsam mit Sven Hamrin Bronze im Mannschaftszeitfahren. Im olympischen Straßenrennen kam er auf den 7. Platz.
Bei den Spielen 1968 errangen alle vier Brüder gemeinsam Silber im Mannschaftszeitfahren und bei den Bahn-Weltmeisterschaften im selben Jahr in Montevideo wurden drei von ihnen, gemeinsam mit Jupp Ripfel anstelle von Sture, Dritte in der Mannschaftsverfolgung auf der Bahn. Im Zeitraum von 1963 bis 1968 gewann er fünf nationale Titel im Mannschaftszeitfahren, das in Schweden zu dieser Zeit in Teams von drei Fahrern und über die Distanz von 50 Kilometern ausgetragen wurde. Die schwedische Meisterschaft im Einzelzeitfahren gewann er von 1962 bis 1964 und 1966, 1967 sowie 1969, das traditionsreiche Solleröloppet 1963. 1968 siegte er im Eintagesrennen Tyrifjorden Rundt. Mit seinen drei Brüdern gelang es ihm 1968 als erster Vierermannschaft der Welt, eine Zeit unter zwei Stunden über die 100-Kilometerstrecke zu erreichen. 1967 siegte er im Skandisloppet, dem ältesten schwedischen Eintagesrennen.
Petterssons Profikarriere begann 1970 bei dem italienischen Radsportteam Ferretti, mit dessen Unterstützung er sogleich die Tour de Romandie als Sieger beenden konnte. Seine größten Erfolge waren der dritte Platz bei der Tour de France 1970 und der Gewinn der Gesamtwertung des Giro d’Italia 1971. Die Tour de France bestritt er 1971 ein zweites Mal, musste jedoch vorzeitig aufgeben. Seine Stärke als Zeitfahrspezialist bewies er gemeinsam mit seinem jüngsten Bruder Tomas, als er 1970 die Trofeo Baracchi dominierte – 1971 wurden sie bei diesem Rennen Zweite und 1972 Dritte. Das Rennen Giro delle Marche konnte er 1971 gewinnen. Die Rennserie Trofeo Cougnet in Italien konnte 1972 für sich entscheiden. Gösta gewann in den fünf Jahren seiner Profikarriere sechs weitere Straßenrennen und verfehlte 1974 knapp den Sieg bei der Tour de Suisse. Beim Giro d’Italia landete er auf dem 10. Platz der Gesamtwertung und beendete noch im selben Jahr seine aktive Laufbahn im Alter von knapp 34 Jahren.

## Ergebnisse und Teams

### Profi-Teams
1974 – Magniflex
- 2. Tour de Suisse

1973 – SCIC
1972 – Ferretti
1971 – Ferretti
- Giro d’Italia
- Apenninen-Rundfahrt

1970 – Ferretti
- Tour de Romandie
- Coppa Sabatini
- 3. Tour de France
- Trofeo Baracchi mit Tomas Pettersson

### Amateur
1969
- Gold Straßen-Weltmeisterschaften 100 km Straßenvierer

1968
- Gold Straßen-Weltmeisterschaften 100 km Straßenvierer
- Silber Olympische Sommerspiele 1968 100 km Straßenvierer
- Bronze Olympische Sommerspiele 1968  Straßenrennen
- Milk Race

1967
- Gold Straßen-Weltmeisterschaften  100 km Straßenvierer
- Marokko-Rundfahrt

1964
- Bronze Olympische Sommerspiele 1964 – 100 km Straßenvierer
- Bronze Straßen-Weltmeisterschaften  Straßenrennen
- Tunesien-Rundfahrt